# Швалёв, Василий Андреевич
Васи́лий Андре́евич Швалёв (6 апреля 1903, Коростели, Уржумский уезд, Вятская губерния, Российская империя — 5 октября 1970, Йошкар-Ола, Марийская АССР, РСФСР, СССР) — советский партийный и административный деятель. Председатель Йошкар-Олинского городского исполкома Марийской АССР (1941—1942). Член ВКП(б) с 1939 года.

## Биография
Родился 6 апреля 1903 года в д. Коростели ныне Сернурского района Марий Эл в многодетной семье крестьянина-портного. 
В 1922 году окончил школу II ступени в п. Куженер Марийской автономной области. Работник, в 1942—1946 годах — председатель Марпотребсоюза.
В 1939 году вступил в ВКП(б). С 1939 года — заместитель наркома торговли Марийской АССР.
В 1941—1942 годах — председатель Йошкар-Олинского городского исполкома Марийской АССР.
Скончался 5 октября 1970 года в Йошкар-Оле.

## Награды
- Медаль «За доблестный труд. В ознаменование 100-летия со дня рождения Владимира Ильича Ленина»